# مجموعة التعليم الافتراضي
ترأس مشروع مجموعة التعليم الافتراضي في متحف الآثار والأنثروبولوجيا في جامعة كامبريدج الدكتور روبين بوست، وبدأ من عام 1994 إلى 1997 وكان جزءًا من مشروع تقنية التعليم والتعلم الذي تم تمويله من قِبل مجلس تمويل التعليم العالي في إنجلترا.
كانت مجموعة التعليم الافتراضي (VTC) هي مشروع الحوسبة الاجتماعية المبتكر مبكرًا الذي قام بتطوير البرامج والخزانة، التي عملت على أجهزة ماكينتوش من شركة أبل وسمحت للمستخدمين بإنشاء مجموعات المتحف الافتراضية وتطويرها و إدارتها والتعليق عليها. وتوقع المشروع وجود الكثير من الميزات الحالية للمواقع الاجتماعية والحوسبة الاجتماعية.
كانت مجموعة التعليم الافتراضي متصلة بشدة بالأجسام الافتراضية، وكانت عبارة عن عروض تقديمية رقمية قد يتم استخدامها كمجموعة. لا تبدو الصور على أنها أجسام، ولكن كانت أجسامًا في حد ذاتها، ولذلك، تكون قادرة على تشكيل مجموعة بنفسها.
وكان الهدف من مجموعة التعليم الافتراضي مزدوجًا. أولاً، لاستكشاف نطاق وقدرة إنتاج العروض التقديمية واستخدامها بأشكالها المختلفة؛ وصورها ونصوصها والنصوص التشعبية والفيديو والصوت والصور ثلاثية الأبعاد والرسوم التوضيحية. ثانيًا، لإنشاء متحف رقمي عملي يمكن الاستفادة منه بالطريقة التي نعمل بها مع المجموعات.
اشتملت المجموعات التي تم تطويرها على حوالي 4000 صورة وعروض تقديمية أخرى للأجسام، إلى جانب معلومات الكتالوج ذات الصلة. وضمن مجموعة الآثار، تمتد هذه الأشياء من فترة العصر الحجري إلى القرون الوسطى في بريطانيا. وتعتمد مجموعة تاريخ العلوم على مجموعة كبيرة من متحف ويبل في جامعة كمبريدج ومجموعة تاريخ العلوم في أوكسفورد. بالإضافة إلى المعلومات ذات الصلة المباشرة، اشتملت هذه المجموعات أيضًا على النص والفيديو وعرض الموارد، وكذلك المراجع ومسارد المصطلحات.
هناك مجموعة متنوعة مما كنا نسميه القصص موجودة في هذه المجموعات. وهذه هي الأعمال التي تستخدم المجموعات بمجموعة متنوعة من الأشكال من الوثائق التقليدية إلى الوثائق التشعبية إلى مسافات العروض، ولكن يُنظر إلى هذه الأعمال، بقدر أي عمل، على أنها رأي الكاتب. وكان هذا الأمر مهمًا للطريقة التي تعمل بها مجموعات الخزانة. وهي لم تكن «كتبًا» ثابتة ولكنها موارد مرنة قد يستخدمها المدرسون والطلاب لإنشاء أعمال معبرة. وبهذه الطريقة، لا تُشكل المجموعات غاية في حد ذاتها ولكن وسيلة للعمل. فقد كانت الموراد المرنة جدًا التي يستخدمها الطلاب والمدرسون للتفكير بها.

## الخزانة
كانت الخزانة تطبيق برمجيات وُضع كجزء من مجموعة التعليم الافتراضي وتم تصميمها لتكون وسيلة سهلة الاستخدام ومجموعة عرض جيدة لأدوات البرمجيات التي كان العمل بها حدسيًا جدًا. باستخدام هذه الأدوات، يمكن للمستخدم إنشاء مجموعة خاصة به والبحث والاسترجاع وعرض وتصفح المجموعات الموجودة. وقد سمحت أدوات العرض للمستخدم بمقارنة الأشياء المختلفة، لتحديد وعرض التفاصيل المهمة ولإنشاء روابط للصور ذات الصلة والفيديو والنصوص وأيضًا لتضمين التمثيلات في نصوصهم الخاصة التي ألّفوها أو العروض التقديمية الأخرى، سواء كانت وثائق واضحة أو وثائق تشعبية أكثر تعقيدًا.
لم تكن الخزانة مجرد أداة تأليف متعددة الوسائط. فقد تم تصميمها لا لتكون تحت سيطرة المؤلف فقط ولكن القارئ أيضًا. ولم تكن المجموعات تفاعلية بالمعنى التقليدي، ولكن تفاعلية بمعنى أن القارئ يمكنه أيضًا تعديل ما تم إنتاجه أو حتى إعادة تأليفه. وقد أعطى هذا النوع من المرونة في أدوات العرض حرية للقارئ من جمود العروض التقليدية وأعطاه الوصول إلى الإمكانيات الكاملة لمعلومات القرائن والسياقات. وكانت هناك مجموعة متنوعة متزايدة في أشكال سرد القصص، ولكنها في الأساس كانت بيئة يمكن للطلاب والمدرسين داخلها بناء واكتشاف طرق جديدة للتفكير حول الأشياء المادية وتاريخها.

## المشاركون في المشروع
المؤسسات الرائدة:
- Museum of Archaeology and Anthropology، جامعة كامبريدج

أعضاء الاتحاد:
- The Whipple Museum، جامعة كامبريدج
- The Museum of the History of Science، جامعة أوكسفورد
- The Department of Archaeology، جامعة غلاسكو
- The Landsdown Centre for Electronic Arts نسخة محفوظة 1 يناير 2012 على موقع واي باك مشين.، جامعة ميدلسكس
- The Centre for Metropolitan History، جامعة كلية لندن.